# Соколите (хижа)
„Соколите“ е хижа, разположена на южен склон в Преславската планина, на 700 метра надморска височина. Намира се в местността „Недювото кладенче“, на 100 – 150 метра югоизточно от хижа „Младост“.
Хижата се стопаниства от местното туристическо дружество „Никола Симов“. Разполага с 10 стаи, луксозно обзаведени с по 2 и 3 легла, което дава възможности за семейна почивка. Освен това горският дом има и 2 туристически спални и ресторант.